# Yuri Selikhov
Yuri Guennadievitch Selikhov (en alphabet cyrillique russe : Юрий Геннадьевич Селихов), né le 22 janvier 1943 à Koupino, dans la République socialiste fédérative soviétique de Russie, est un joueur puis entraîneur soviétique de basket-ball, évoluant au poste de meneur.

## Carrière

### Palmarès
- Médaille de bronze Jeux olympiques 1968
- Champion du monde championnat du monde 1967
- Champion d'Europe 1967